# Joseph Orlicky
Joseph Orlicky est un ingénieur américain, qui a conçu dans les années 1960, le MRP (Material Requirements Planning) et qui s'est intéressé aux méthodes de planification des besoins.
Il a déterminé deux types de besoin ("principe d'Orlicky") :
- les besoins indépendants (extérieurs à l'entreprise, comme les pièces terminées et les pièces de rechange, soumis au choix du consommateur) : la prévision est la méthode de planification de ces besoins.
- les besoins dépendants (tous les besoins entrant dans la chaine de fabrication) : ils peuvent être et même doivent être calculés selon lui.